# Compay Segundo
Compay Segundo (* 18. November 1907 als Máximo Francisco Repilado Múñoz in Siboney, Santiago de Cuba; † 14. Juli 2003 in Havanna) war ein kubanischer Musiker. Er wurde durch den Buena Vista Social Club weltweit bekannt.

## Leben
Als Junge lernte Segundo Gitarre, Bongos und Klarinette spielen. 1934 wurde er von Ñico Saquito engagiert und trat in Havanna auf. 1948 gründete er mit Lorenzo Hierrezuelo das Duo Los Compadres und wurde dadurch innerhalb von wenigen Jahren berühmt. Allerdings beschränkte sich diese Berühmtheit zunächst nur auf Kuba. Während seiner Zusammenarbeit mit Hierrezuelo erhielt er seinen Künstlernamen Compay (von Spanisch compadre, Kumpel) Segundo (Spanisch für Zweiter), weil er in dem Duo die zweite Stimme gesungen hat.
1955 trennte sich Segundo im Streit von Hierrezuelo, arbeitete bei einem Zigarrenhersteller und kehrte der Musik den Rücken. Erst 1970 begann er wieder zu musizieren und spielte erneut auf einer von ihm erfundenen siebensaitigen Gitarre, dem Armónico. 1989 reiste er in die USA und stellte sein neues Lied, Chan Chan, vor. Hier wurde eine Plattenfirma auf ihn aufmerksam und nahm ihn unter Vertrag.
1997 kam der Durchbruch zum weltweit bekannten Star durch die von Ry Cooder initiierte Aufnahme der CD Buena Vista Social Club. 1999 veröffentlichte Wim Wenders den Film Buena Vista Social Club, in dem Segundo als Partner von Ry Cooder zum Hauptdarsteller avancierte. Der Erfolg war riesig, und Segundo wurde im Alter von 90 Jahren zum Star. In der Aufnahme von Chan Chan spielte Segundo auch die Congas.
Compay Segundo war zuletzt mit einer 50 Jahre jüngeren Frau verheiratet. Er starb 2003 an den Folgen eines Nierenleidens in Havanna und wurde auf dem Friedhof Cementerio Santa Ifigenia in Santiago de Cuba beigesetzt.

## Diskografie
- 1942–1955
  - Sentimiento guajiro
  - Cantando en el llano
  - Compay Segundo y Compay Primo
  - Mi son oriental
  - Los reyes del son
  - Los compadres

- 1956–1995
  - Balcón de Santiago
  - Balcón de Santiago - Reedición
  - Saludo, Compay

- 1996–2002
  - Son del monte
  - Buena Vista Social Club
  - Antología (1997)
  - Lo mejor de la vida
  - Calle salud (1999)
  - Cien años de son (1999, Compilation)
  - Yo soy del norte
  - Antología (2001)
  - Las flores de la vida
  - Duets (2002)